# زوجة واحدة لا تكفي (مسلسل)
زوجة واحدة لا تكفي مسلسل كويتي صُوّر في الإمارات و عُرض على شاشة إم بي سي في رمضان 1445 هـ / 2024م، حيث سلط الضوء على أعماق العلاقات الزوجية والعائلية مع التركيز على بعض القضايا، مثل الخيانة الزوجية والعلاقات الاجتماعية المعقدة في المجتمعات. أثار المسلسل الكثير من الجدل حين عرضه، حتى تعرض طاقم العمل للإيقاف بعد ضجة من المجمتع.

## القصة
تدور أحداث مسلسل "زوجة واحدة لا تكفي" حول عائلة "رشيد" (ماجد المصري) و"هيلة" (هدى حسين) اللذان يعيشان حياة مثالية مع بناتهما الثلاث وإدارة مدرسة مختلطة. تبدأ الأحداث بالتغير عندما تنكشف أسرار عن "رشيد" لم يكن أحد يتوقعها، مما يُحدث صدمة كبيرة في حياة العائلة.
تواجه "هيلة" العديد من التحديات بعد اكتشافها أسرار زوجها، وتضطر إلى اتخاذ قرارات صعبة حول مستقبل حياتها الزوجية والعائلية. يناقش المسلسل العديد من القضايا الاجتماعية المهمة مثل تعدد الزوجات، والخيانة، والصراع بين القيم التقليدية والتحديث.

## طاقم التمثيل
- هدى حسين
- ماجد المصري
- سحر حسين
- أيتن عامر
- نور الغندور
- فاطمة الصفي
- نور الشيخ
- خالد الشاعر
- لولوة الملا
- ليلى عبد الله
- حمد أشكناني

## الانتقادات
أثار المسلسل حين عرضه جدلاً واسعًا في الكويت والعالم العربي منذ بدء عرضه، بسبب ما اعتبره البعض إساءة للمجتمع الكويتي، وذلك لتناوله قضايا حساسة تمس جوانب من الحياة الزوجية والعلاقات الأسرية. حيث أعلنت وزارة الإعلام الكويتية في 19 مارس 2024، من خلال بيان رسمي، اتخاذ إجراءات ضد العمل معبرة عن رفضها لأي أعمال فنية تُسيء إلى دولة الكويت أو تمس أخلاقيات المجتمع. في 8 أبريل 2024، وقبل أيامٍ قليلة من نهاية شهر رمضان الذي يتم فيه عرض العمل، قررت وزارة الإعلام الكويتيَّة إيقاف عرض المُسلسل وأحالت صُناع المُسلسل إلى النيابة العامة لاتهامهم بالإساءة إلى قيم وأخلاق المُجتمع الكويتي. كما قررت الوزارة إيقاف جميع المُمثلين المُشاركين في العمل عن التمثيل في أي أعمال فنيَّة في الكويت سواءً مسرحيَّة أو فنيَّة.